# Euphrat-Pappel
Die Euphrat-Pappel (Populus euphratica) ist eine Pflanzenart aus der Gattung der Pappeln (Populus) innerhalb der Familie der Weidengewächse (Salicaceae).

## Beschreibung

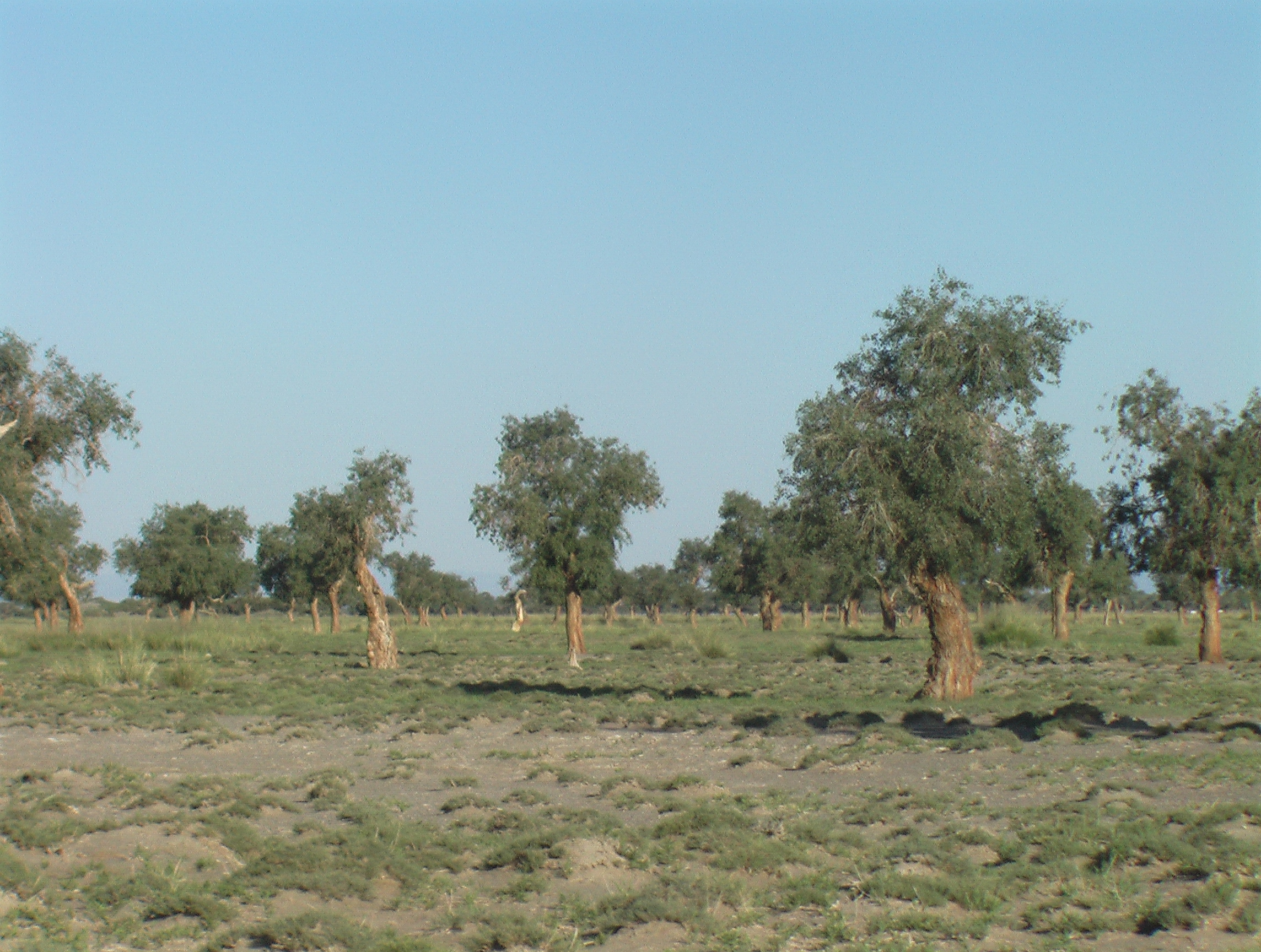
Euphrat-Pappeln in der West-Mongolei

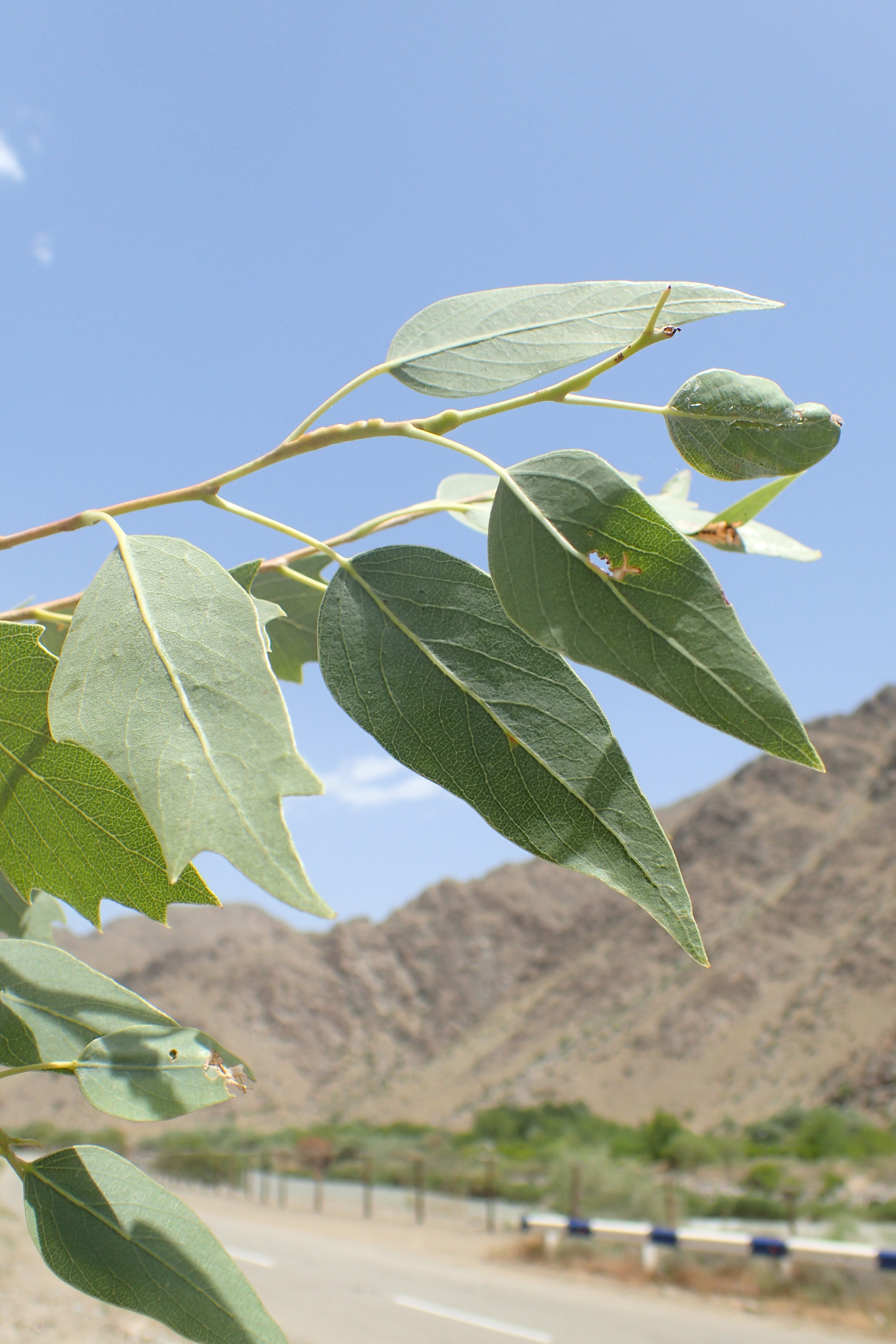
Zweig mit Laubblättern

### Vegetative Merkmale
Populus euphratica wächst als Baum und erreicht Wuchshöhen von bis zu 15 Metern, selten als Strauch. Die Borke ist gräulich-braun. Die Rinde der Zweige ist bräunlich und behaart oder glatt. Die braunen Knospen sind etwa 7 Millimeter groß.
Die wechselständig am Zweig angeordneten Laubblätter sind in Blattstiel und -spreite gegliedert. An ausgewachsenen Baumexenplaren ist der Blattstiel etwa so lang wie die Blattspreite. An Sämlingen ist der Blattstiel kurz. Eine gesteigerte Temperaturtoleranz der Laubblätter wird durch die Emission von Isopren bewirkt. Aufgrund der unterschiedlich geformten Laubblätter, die an demselben Baumexemplar wachsen, lautet ein weiterer wissenschaftlicher Name Populus diversifolia = „Pappel mit unterschiedlichen Blättern“. Die Blattspreite ist einfach.

### Generative Merkmale
Die Blütezeit liegt im Mai. Populus euphratica sind zweihäusig getrenntgeschlechtig (diözisch). Die schlanken männlichen Kätzchen sind 2 bis 3 Zentimeter lang. Die Staubbeutel sind purpur-rot. Während der Anthese sind die weiblichen Kätzchen 2,5 Zentimeter, während des Fruchtens 9 Zentimeter lang. Der Fruchtknoten ist lang-eiförmig. In der weiblichen Blüte sind drei gelblich-grün zweilappige Narben vorhanden.
Die zwei- bis dreifächerige Kapselfrucht ist 1 bis 1,2 Zentimeter groß. Die Früchte reifen zwischen Juli und August.
Die Chromosomenzahl beträgt 2n = 38.

## Vorkommen
Populus euphratica ist von Südwestasien, Afghanistan, Indien, Kasachstan, Pakistan, Tadschikistan, Turkmenistan, Usbekistan, im westlichen Teil der Inneren Mongolei und in den chinesischen Provinzen Gansu, Qinghai sowie Xinjiang verbreitet.
Außerdem kommt sie in Nordafrika vor. In China ist Populus euphratica im Süden von Xinjiang, im Westen des Qaidambeckens in Qinghai, im Hexi-Korridor (Gansu-Korridor) in Gansu und im Hetao-Gebiet der Inneren Mongolei verbreitet.
Sie wird in Wäldern angepflanzt und auch als Feldbegrenzung und Windschutz verwendet.
Populus euphratica wächst in Ebenen, Tälern und Becken in Höhenlagen von 200 bis 2400 Meter. 
Populus euphratica ist salztolerant und wächst in trockenen und halbtrockenen Gebieten an Standorten, wo das Grundwasser dicht unter der Oberfläche liegt. Sie hat eine Geschichte von mehr als 6,8 Mio. Jahren.

## Naturschutzgebiete in China
Im Tarimbecken im Autonomen Gebiet Xinjiang der Uiguren in der Volksrepublik China befindet sich ein Naturschutzgebiet (塔里木胡杨保护区, englisch Tarim Euphrates Poplar National Nature Reserve) im Einzugsgebiet des Tarim-Flusses aus natürlichen Wäldern mit Euphrat-Pappeln. Die Bäume dort machen rund 90 Prozent der weltweiten Gesamtfläche dieser Pappelart aus.
Die teilweise Austrocknung des Tarim-Flusses durch Wasserentnahme zur Bewässerung führte bei den Beständen der Euphrat-Pappel zu erheblichen Einbußen. Von insgesamt 528.600 ha mit einem Holzvorrat von 5,4 Millionen m³ im Jahr 1958 sind diese bis zum Jahr 1978 auf eine Fläche von 280.500 ha mit einem Holzvorrat von 2,18 Millionen m³ zurückgegangen. Am Unterlauf betrug der Rückgang sogar nahezu 70 %; die Restbestände befanden sich 1994 zu 80 % im Welkestadium. Mit den Pappelhainen wurden auch die Tarim-Auenweiden am Unterlauf bis 1994 auf einer Fläche von 133.000 ha schwer geschädigt.
Auch im Ejin-Banner in der Inneren Mongolei wurde ein Naturschutzgebiet für sie eingerichtet (额济纳胡杨林自然保护区, englisch Ejin Diversifolius Poplar Forest National Nature Reserve).